# Калібр (гладкоствольна зброя)
Калібр (англ. gauge, коротко ga, ga. або G) гладкоствольної стрілецької зброї — показник внутрішнього діаметру ствола. На відміну калібру нарізної стрілецької зброї та сучасної гладкоствольної артилерії, він виражається через масу боєприпасів.
Калібр у цьому сенсі визначають від ваги суцільної свинцевої кулі яка підходить для каналу ствола зброї і виражається як обернене число ваги кулі в частках фунта, наприклад, одна дванадцята фунта свинцевої кулі дорівнює 12 калібру. Тобто на фунт припадає дванадцять куль 12 калібру. Термін пов'язаний з історичним способом вимірювання калібру гармат, який також обчислювали за вагою залізного ядра: наприклад, 8-фунтова гармата стріляла ядром вагою 8 фунтів (3,6 кг).
Зараз термін калібр загалом використовують по відношенню до рушниць, хоча історично його застосовували по відношенню до великих двоствольних гвинтівок, які робили в розмірі до двох калібрів в період їх розквіту в 1880-х роках і які заряджалися набоями з димним порохом. Ці великі гвинтівки, так звані «слонобої», були потрібні для полювання в Африці та Азії на велику небезпечну дичину.

## Обчислення калібру
Номер калібру n означає, що свинцева куля (щільність 11,34 г/см3 або 0.4097 lb/in3) з таким калібром має масу, яка дорівнює 1/n частині ваги міжнародного фунта (приблизно 454 грами), тобто з фунту свинцю можна відлити n свинцевих куль. Таким чином, рушниця калібру n або гвинтівка калібру n має діаметр стволу (в дюймах) який приблизно дорівнює
{\displaystyle d_{n}=2{\sqrt[{3}]{{\frac {3}{4\pi }}{\frac {1\mathrm {~lb} /n}{0.4097\mathrm {~lb/in^{3}} }}}}}
Пояснення:
- Розділіть 1 фунт n щоб знайти вагу кожної кулі
- Розділіть на 0.4097 lb/in3 (щільність свинцю) щоб знайти об'єм кожної кулі
- Помножте на 3/4 та поділіть на число pi, потім знайдіть кубічний корень (взяте з рівняння об'єму сфери) щоб знайти радіус кожної кулі
- Помножте на 2 щоб отримати діаметр

Це спрощується до наступної формули для внутрішнього діаметра ствола рушниці калібру n:
{\displaystyle d_{n}=1.67/{\sqrt[{3}]{n}}} (в дюймах) або {\displaystyle d_{n}=42.4/{\sqrt[{3}]{n}}} (в міліметрах).
Так само, враховуючи діаметр в дюймах, калібр становить
{\displaystyle n=4.66/d_{n}^{3}}
Калібр вогнепальної зброї визначають за формулою: 1 фунт/калібр = вага свинцевої кулі. Потім вимірюється калібр канала ствола. Ця інформація потрібна для розуміння калібрів.
| 1 Фунт / калібр = вага свинцевої кулі | 1 Фунт / калібр = вага свинцевої кулі | Діаметр стволу після вимірювання | Діаметр стволу після вимірювання |
| калібр                                | фунти                                 | мм                               | дюйми                            |
| ------------------------------------- | ------------------------------------- | -------------------------------- | -------------------------------- |
| 0.25                                  | 4                                     | 67.34                            | 2.651                            |
| 0.5                                   | 2                                     | 53.45                            | 2.103                            |
| 0.75                                  | 1+1/3                                 | 46.70                            | 1.838                            |
| 1                                     | 1                                     | 42.42                            | 1.669                            |
| 1.5                                   | 2/3                                   | 37.05                            | 1.459                            |
| 2                                     | 1/2                                   | 33.67                            | 1.326                            |
| 3                                     | 1/3                                   | 29.41                            | 1.158                            |
| 4                                     | 1/4                                   | 26.72                            | 1.052                            |
| 5                                     | 1/5                                   | 24.80                            | 0.976                            |
| 6                                     | 1/6                                   | 23.35                            | 0.919                            |
| 6.278                                 | 1/6.278                               | 23.00                            | 0.906                            |
| 7                                     | 1/7                                   | 22.18                            | 0.873                            |
| 8                                     | 1/8                                   | 21.21                            | 0.835                            |
| 9                                     | 1/9                                   | 20.39                            | 0.803                            |
| 10                                    | 1/10                                  | 19.69                            | 0.775                            |
| 11                                    | 1/11                                  | 19.07                            | 0.751                            |
| 12                                    | 1/12                                  | 18.53                            | 0.729                            |
| 13                                    | 1/13                                  | 18.04                            | 0.710                            |
| 14                                    | 1/14                                  | 17.60                            | 0.693                            |
| 15                                    | 1/15                                  | 17.21                            | 0.677                            |
| 16                                    | 1/16                                  | 16.83                            | 0.663                            |
| 17                                    | 1/17                                  | 16.50                            | 0.650                            |
| 18                                    | 1/18                                  | 16.19                            | 0.637                            |
| 20                                    | 1/20                                  | 15.63                            | 0.615                            |
| 22                                    | 1/22                                  | 15.13                            | 0.596                            |
| 24                                    | 1/24                                  | 14.70                            | 0.579                            |
| 26                                    | 1/26                                  | 14.31                            | 0.564                            |
| 28                                    | 1/28                                  | 13.97                            | 0.550                            |
| 32                                    | 1/32                                  | 13.36                            | 0.526                            |
| 36                                    | 1/36                                  | 12.85                            | 0.506                            |
| 40                                    | 1/40                                  | 12.40                            | 0.488                            |
| 67.62                                 | 1/67.62                               | 10.41                            | 0.410                            |

## Розмір канала ствола
Оскільки спочатку рушниці призначалися для стрільби дробовими зарядами, а не суцільними кулями, реальний діаметр стволу може коливатися. Той факт, що більшість каналів стволів рушниць не є циліндричними, також викликає відхилення від ідеального діаметра канала стволу.
Патронник рушниці більший за діаметром ніж канал стволу, оскільки дробовий набій має товщі стінки, а потім зроблено "примусову конусність" в передній частині патронника для зменшення діаметра патронника до діаметра канала стволу. Примусова конусність може бути короткою, частка дюйму, або довгою, в деякій зброї кілька дюймів. Біля дулового зрізу можуть робити чок, що ще більше звужує канал стволу, тому вимірювання діаметра каналу стволу рушниці є не простим процесом, оскільки вимірювати можно з обох кінців.
Зазвичай канали стволу рушниць "overbored" або "backbored" (розширені), це значить, що канал стволу (від примусової конусності до чока) дещо більший ніж значення наведені у формулі. Як стверджують це зменшує відбій. Зменшення відбою відбувається через те, що великий канал стволу повільно прискорює дріб. Дробовий заряд 12 калібру, з номінальним діаметром 18,5 мм (0,73 дюйм), може коливатися в діапазоні від 18 мм (0,71 дюйм) до 20 мм (0,79 дюйм). Деякі стверджують, що розширених стволах збільшується швидкість, до 15 м/с (49 фут/с), що пов'язано з більшим об'ємом розширеного стволу. Колись розширені стволи можна було знайти лише в дорогій зброї, зараз такі стволи стали загальними для зброї на масовому ринку. Післяпродажне розширення стволу також дозволяє зменшити вагу стволу і змістити центр інерції назад для кращого балансу. У заводських розширених стволів зазвичай збільшено зовнішній діаметр, а тому зменшення ваги не відбувається—саме тому заводські стволи міцніші, оскільки ствол має стінки нормальної товщини.
Точність стрільби кулею (жаканом) з розширеного стволу може бути дуже низькою, оскільки куля не може створити обтюрацію через різний внутрішній діаметр стволу.

## Використання калібру

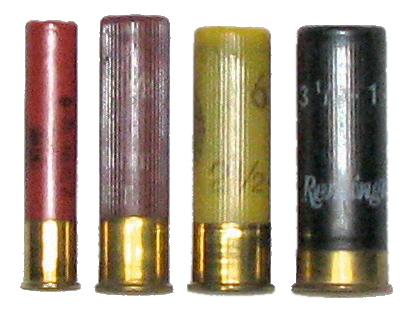
Зліва направо: .410 bore, 28, 20 та 12 ga.

Існує шість поширених рушничних калібрів: 10 калібр, 12 калібр, 16 калібр, 20 калібр, 28 калібр та .410 калібр. Найбільш популярним є 12 калібр, особливо в США. Рушничний 20 калібр є другим найпопулярнішим розміром серед стрільців, яким незручно від ваги та відбою зброї 12 калібру, він є популярним при полюванні на гірську дичину. Наступними популярними розмірами є 28 калібрі та .410 калібр. Менш популярними є 10 та 16 калібри, вони є рідкими, але все ще зустрічаються.
Дробовики та набої більші за 10 калібр, наприклад, 8, 6 та 4 калібри є історично важливими в Об'єднаному Королівстві та в інших країнах Європи. Зараз їх майже не виробляють. Такі набої зазвичай зроблені з паперу і містять димний порох, на відміну від сучасних набоїв з пластику на безмисному пороху.
Найрідкіснішими є набої 18, 15, 11, 6, 3 та 2 калібрів; зазвичай власники такої рідкісної зброї купують боєприпаси споряджені спеціалістами з рідкісних та кастомних стволів. Набої 14 калібру в США не випускають з початку 1900-х років, хоча гільзи 2+9⁄16-дюйма (65 мм) до сих пір випускають у Франції. Дуже малі 24 та 32 калібри до сих пір випускають і використовують в деяких європейських та півіденно-американських країнах. Рідко можна зустріти рушниці-утятниці.

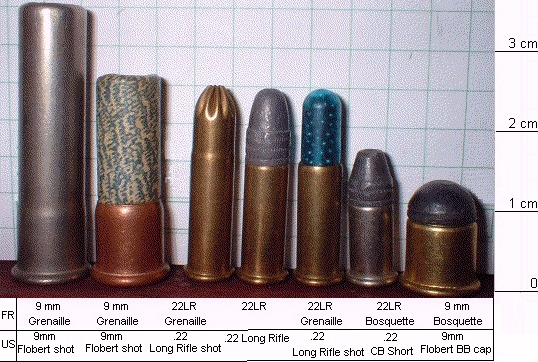
Калібри садової зброї: 9мм Флобер дробовий, 9мм Флобер дробовий, .22 Long Rifle дробовий, .22 Long Rifle, .22 Long Rifle дробовий, .22 CB Short та 9мм Флобер капсульний BB

Також існує невелика кількість гладкоствольної зброї в калібрах менших за .360, таких як .22 Long Rifle (UK калібр No. 1) та 9mm Flobert rimfire (UK калібр No. 3), яка призначена для стрільби на короткі відстані по дрібним шкідникам. Калібр No. 2 (7 мм) є застарілим. Всі ці три набої кільцевого запалення заряджають дробом та BB.

### Калібр і тип рушничного набою

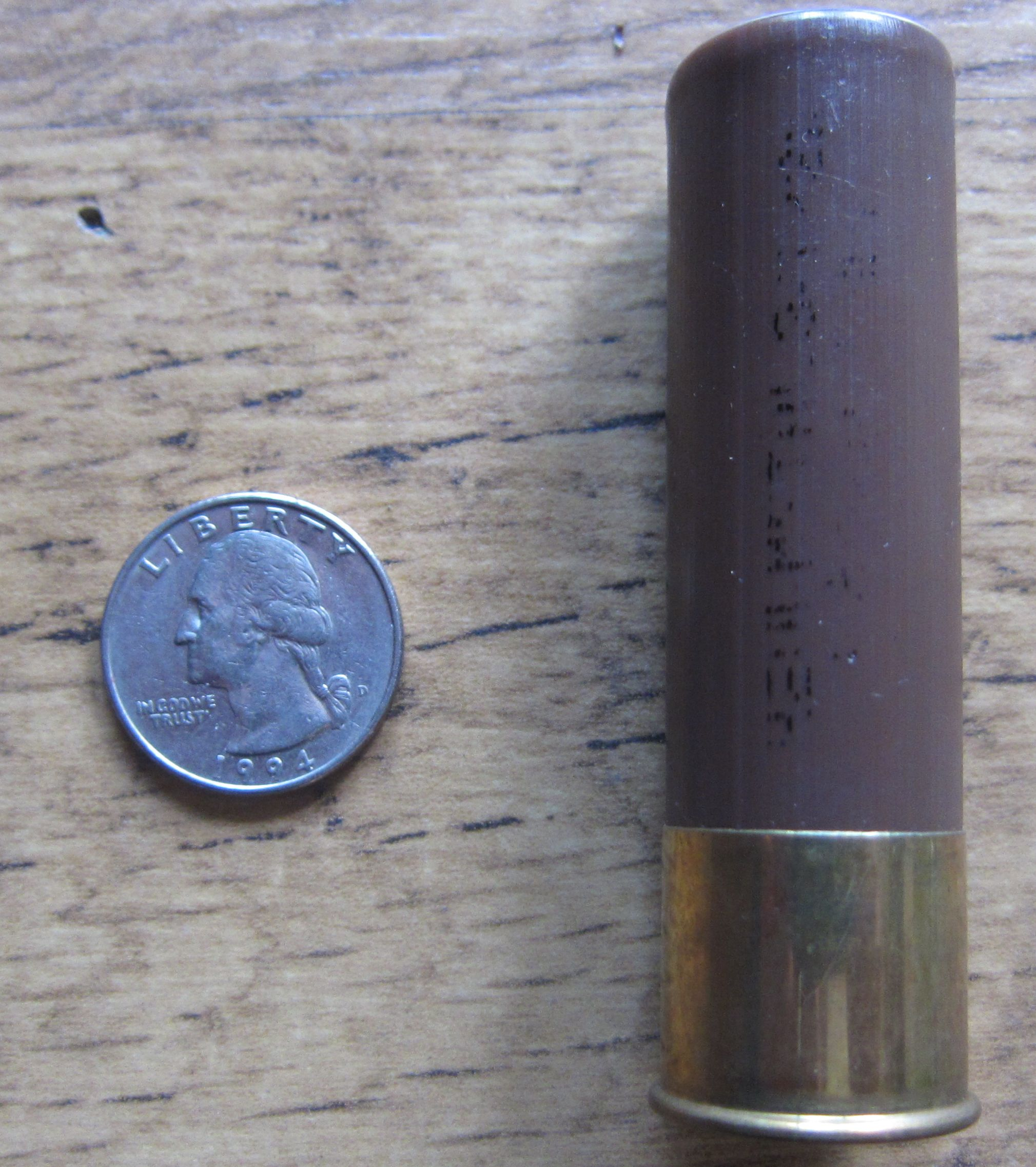
Рушничний набій 10 калібру (in) поряд з четвертаком США

Набій 10 калібру почали використовувати знову коли для полювання на водоплавних птахів почали вимагати використовувати сталевий та інший не токсичний дріб, а більший набій може вмістити велику кількість сталевого дробу, що той міг дістати птаху на потрібній відстані. З переходом на сталевий дріб скоротилося використання набоїв 16 та 20 калібрів для полювання на водоплавних птахів, а також набоїв меншого, 2+3⁄4-дюйма (70 мм), 12 калібру. Проте набій, 3,5 дюйм (89 мм) 12 калібру, з високим рейтингом тиску SAAMI у порівнянні зі стандартними рушницями 12 калібру, почав наздоганяти за продуктивністю набої 10 калібру. Новіші нетоксичні дроби, наприклад, з бісмуту та вольфрамо-нікелево-залізних сплавів, а також вольфрамо-полімерні суміші, відновлюють  багато або майже всю втрату продуктивності, але вони дорожчі за сталевий або свинцевий дріб. Проте лабораторні дослідження показують, що вольфрамові сплави насправді можуть бути досить токсичними всередині.

### Розміри в Об'єднаному Королівстві
Умовні позначення: лівий розмір – розмір канала стволу, права сторона – довжина гільзи
- 4 калібр: 4 дюйм (100 мм)
- 8 калібр: 3+1⁄4 дюйм (83 мм)
- 10 калібр: 2+5⁄8, 2+7⁄8, 3+1⁄2 дюйм (67, 73, 89 мм)
- 12 калібр: 1+3⁄4, 2, 2+1⁄4, 2+1⁄2, 2+3⁄4, 3, 3+1⁄2 дюйм (44, 51, 57, 64, 70, 76, 89 мм)
- 14 калібр: 2+1⁄2 дюйм (64 мм)
- 16 калібр: 2+1⁄2, 2+5⁄8, 2+3⁄4 дюйм (64, 67, 70 мм)
- 20 калібр: 2+1⁄2, 2+3⁄4, 3 дюйм (64, 70, 76 мм)
- 24 калібр: 2+1⁄2 дюйм (64 мм)
- 28 калібр: 2+1⁄2, 2+3⁄4, 3 дюйм (64, 70, 76 мм)
- 32 калібр: 2+1⁄2 дюйм (64 мм)
- .410 калібр: 2, 2+1⁄2, 3 дюйм (51, 64, 76 мм)
- .360 калібр: 1+3⁄4 дюйм (44 мм)
- 9 мм (калібр No. 3) кільцевого запалення [0.5 in], 9 мм (калібр No. 3) довгий кільцевого запалення [1.4 in]
- 7 мм (калібр No. 2) кільцевого запалення
- 6 мм (калбір No. 1) рушничний кільцевого запалення, 6 мм (калібр No. 1 ) довгий кільцевого запалення

## Таблиця конвертації
В таблиці наведені різні калібри з вагою. Стволи з відміткою * використовують лише в рушницях-утятницях і рідкісній зброї. Проте інколи стволи 4 калібру використовували в мушкетонах для захисту карет та від піратів. Винятком є набої .410 та 23 мм; вони зазначають реальний розмір стволів, не калібри. Якби .410 та 23 мм обчислювали традиційно, то вони були б 67,62 та 6,278 калібру, відповідно.
| Калібр (ствол) | Діаметр | Діаметр | Вага нелегованої (чистої) свинцевої кулі | Вага нелегованої (чистої) свинцевої кулі | Вага нелегованої (чистої) свинцевої кулі |
| Калібр (ствол) | (мм)    | (in)    | грами                                    | унції                                    | грани                                    |
| -------------- | ------- | ------- | ---------------------------------------- | ---------------------------------------- | ---------------------------------------- |
| AA*            | 101.60  | 4.000   | 6,225.52                                 | 219.6                                    | 96,080                                   |
| A½*            | 76.20   | 3.000   | 2,626.39                                 | 92.64                                    | 40,530                                   |
| 0.25*          | 67.34   | 2.651   | 1,814.36                                 | 64.000                                   | 28,000                                   |
| 0.5*           | 53.45   | 2.103   | 907.18                                   | 32.000                                   | 14,000                                   |
| A*             | 50.80   | 2.000   | 778.19                                   | 27.45                                    | 12,010                                   |
| 0.75*          | 46.70   | 1.838   | 604.80                                   | 21.336                                   | 9,328                                    |
| 1*             | 42.42   | 1.669   | 453.59                                   | 16.000                                   | 7,000                                    |
| B½*            | 38.10   | 1.500   | 328.3                                    | 11.58                                    | 5,066                                    |
| 1.5*           | 37.05   | 1.459   | 302.39                                   | 10.667                                   | 4,667                                    |
| 2*             | 33.67   | 1.326   | 226.80                                   | 8.000                                    | 3,500                                    |
| 3*             | 29.41   | 1.158   | 151.20                                   | 5.333                                    | 2,333                                    |
| 4              | 26.72   | 1.052   | 113.40                                   | 4.000                                    | 1,750                                    |
| B*             | 25.40   | 1.000   | 97.27                                    | 3.43                                     |                                          |
| 5*             | 24.80   | 0.976   | 90.72                                    | 3.200                                    | 1,400                                    |
| 6*             | 23.35   | 0.919   | 75.60                                    | 2.667                                    | 1,166                                    |
| 6.278          | 23.00   | 0.906   | 72.26                                    | 2.549                                    | 1,114                                    |
| 7*             | 22.18   | 0.873   | 64.80                                    | 2.286                                    | 1,000                                    |
| 8              | 21.21   | 0.835   | 56.70                                    | 2.000                                    | 875                                      |
| 9*             | 20.39   | 0.803   | 50.40                                    | 1.778                                    | 778                                      |
| 10             | 19.69   | 0.775   | 45.36                                    | 1.600                                    | 700                                      |
| 11*            | 19.07   | 0.751   | 41.24                                    | 1.454                                    | 636                                      |
| 12             | 18.53   | 0.729   | 37.80                                    | 1.333                                    | 583                                      |
| 13*            | 18.04   | 0.710   | 34.89                                    | 1.231                                    | 538                                      |
| 14             | 17.60   | 0.693   | 32.40                                    | 1.143                                    | 500                                      |
| 15*            | 17.21   | 0.677   | 30.24                                    | 1.067                                    | 467                                      |
| 16             | 16.83   | 0.663   | 28.35                                    | 1.000                                    | 438                                      |
| 17*            | 16.50   | 0.650   | 26.68                                    | 0.941                                    | 412                                      |
| 18*            | 16.19   | 0.637   | 25.20                                    | 0.889                                    | 389                                      |
| 20             | 15.63   | 0.615   | 22.68                                    | 0.800                                    | 350                                      |
| 22*            | 15.13   | 0.596   | 20.62                                    | 0.728                                    | 319                                      |
| 24             | 14.70   | 0.579   | 18.90                                    | 0.667                                    | 292                                      |
| 26*            | 14.31   | 0.564   | 17.44                                    | 0.615                                    | 269                                      |
| 28             | 13.97   | 0.550   | 16.20                                    | 0.571                                    | 250                                      |
| 32             | 13.36   | 0.526   | 14.17                                    | 0.500                                    | 219                                      |
| 36             | 12.85   | 0.506   | 12.59                                    | 0.444                                    | 194                                      |
| 40             | 12.40   | 0.488   | 11.34                                    | 0.400                                    | 175                                      |
| 67.62          | 10.41   | 0.410   | 6.71                                     | 0.237                                    | 104                                      |

Примітки: Використовувати цю таблицю для визначення ваги історичних гвинтівок з великим каналом стволу треба обмежено, оскільки в таблиці обрано використання круглої кулі, а не конічної; наприклад, звичайна гвинтівка 4 калібру приблизно 1880 року стріляє кулею вагою 2 000-гранів (4,57 унція; 129,60 г) або, інколи, дещо важчою кулею, замість круглої свинцевої кулі вагою 4-унції (110 г). (Круглі кулі мають гіршу балістику ніж конічні на відстанях понад 69 метрів) Натомість в гвинтівці експрес 4 калібру часто використовували кулю вагою 1 500-гранів (3,43 унція; 97,20 г), яка була обернута в папір для зменшення свинцювання стволу. У будь-якому випадку  використання ваги в 4 унції для гвинтівки 4 калібру з даної таблиці було б не точним, хоча і приблизним.